# Jorge García Sertucha
Pour les articles homonymes, voir Jorge Garcia et García.
Jorge García Sertucha alias Kokito est un membre d'ETA qui accomplit une peine de 37 années de prison pour tentative d'assassinat contre le roi d'Espagne Juan Carlos Ier en octobre 1995 à Palma de Majorque.

## Biographie
On pense que Jorge a été membre du Commando Levante. Il a été arrêté à Palma de Majorque par le Grupo Especial de Operaciones (G.E.O) avec un autre membre qui essayait de tuer le monarque avec un Rifle de Précision depuis un second étage. Depuis qu'il a été emprisonné il est passé par les prisons d'Alcalá-Meco, Navalcarnero et Huelva.
Il a été envoyé pour la première fois en septembre 2002 à cette dernière prison et y restera depuis lors sauf pour de brefs transferts aux prisons de Madrid pour y être entendu dans l'Audience Nacional. Il a commencé à avoir des liens avec ETA en 1990 comme membre d'un groupe "satellite" du commando Biscaye jusqu'à ce qu'en 1991 il s'enfuie vers la France après le démantèlement de cette cellule.
Deux ans plus tard il a été envoyé à Valence pour effectuer une campagne d'attentats et en 1995 il a fait partie du commando etarre qui s'est déplacé en bateau jusqu'à Majorque pour essayer de tuer le Roi d'Espagne. Dans cette cellule se trouvaient aussi Juan Jose Rego Vidal et son fils Ignacio Rego Sebastián. García Sertutxa, bien qu'étant myope, on lui a confié la mission de tireur d'élite qui devait tuer le Roi avec un fusil à lunette télescopique depuis un appartement loué à Palma qui avait une vue sur le port où était amarré à quai le yacht du monarque. L'attentat a été déjoué par le Corps National de Police le 9 août 1995. Ils ont capturé les trois etarres et ont saisi des armes en leur possession. L'Audiencia Nacional l'a condamné à 37 années de prison pour attentat contre la Couronne, deux infractions de terrorisme, possession d'armes et explosifs, appartenance à ETA et falsification de document officiel.

### Sources et bibliographie
- (es) Cet article est partiellement ou en totalité issu de l’article de Wikipédia en espagnol intitulé « Jorge García Sertucha » (voir la liste des auteurs).
- (fr) Jean Chalvidant, ETA : L'enquête, éd. Cheminements, coll. « Part de Vérité », octobre 2003, 426 p. (ISBN 978-2-84478-229-8)
- (es) José María Benegas, Diccionario de Terrorismo, Madrid, Espasa Calpe, coll. « Diccionario Espasa », novembre 2004, 920 p. (ISBN 978-84-670-1609-3)
- (fr) Jacques Massey, ETA : Histoire secrète d'une guerre de cent ans, Paris, Flammarion, coll. « EnQuête », février 2010, 386 p. (ISBN 978-2-08-120845-2)